# Kunan Kiribati
Kunan Kiribati (in gilbertese, Canzone delle Kiribati), o anche Teirake kaaini Kiribati (incipit), è l'inno nazionale delle Kiribati, adottato nel 1979. 
Parole e musica sono state composte da Ioteba Tamuera Uriam.
Ecco riportato il testo per esteso in gilbertese come reso ufficiale dalla legge sull'identità nazionale del 1989 (Schedule 3 of the National Identity Act 1989):
Teirake kaaini Kiribati, Anene ma te kakatonga,
Tauraoi nakon te mwioko, Ma ni buokia aomata.
Tauaninne nte raoiroi, Tangiria aomata nako.
Tauaninne nte raoiroi, Tangiria aomata.
Reken te kabaia ma te rau, Ibuakoia kaain abara,
Bon reken te nano ae banin, Ma te i-tangitangiri naba.
Ma ni wakina te kabaia, Ma n neboa i eta abara.
Ma ni wakina te kabaia, Ma n neboa abara.
Ti butiko ngkoe Atuara, Kawakinira ao kairira,
Nakon taai aika i maira, Buokira ni baim ae akoi.
Kakabaia ara Tautaeka, Ma ake a makuri iai.
Kakabaia ara Tautaeka, Ma aomata ni bane.